# Montague (Califòrnia)
Montague és una població dels Estats Units a l'estat de Califòrnia. Segons el cens del 2009 tenia 1.451 habitants.

## Demografia
Segons el cens del 2000, Montague tenia 1.456 habitants, 560 habitatges, i 390 famílies. La densitat de població era de 314,1 habitants/km².
Dels 560 habitatges en un 36,3% hi vivien nens de menys de 18 anys, en un 50,4% hi vivien parelles casades, en un 14,5% dones solteres, i en un 30,2% no eren unitats familiars. En el 25,4% dels habitatges hi vivien persones soles el 12% de les quals corresponia a persones de 65 anys o més que vivien soles. El nombre mitjà de persones vivint en cada habitatge era de 2,57 i el nombre mitjà de persones que vivien en cada família era de 3,07.
Per edats la població es repartia de la següent manera: un 28,7% tenia menys de 18 anys, un 8,1% entre 18 i 24, un 27% entre 25 i 44, un 24% de 45 a 60 i un 12,2% 65 anys o més.
L'edat mediana era de 36 anys. Per cada 100 dones de 18 o més anys hi havia 91,5 homes.
La renda mediana per habitatge era de 22.991 $ i la renda mediana per família de 28.672 $. Els homes tenien una renda mediana de 30.455 $ mentre que les dones 22.250 $. La renda per capita de la població era de 12.661 $. Entorn del 19,6% de les famílies i el 24,2% de la població estaven per davall del llindar de pobresa.

## Poblacions més properes
El següent diagrama mostra les poblacions més properes.